# Фрідріх Альтмаєр
Не плутати з льотчиком Фрідріхом Альтемаєром!
Фрідріх Альтмаєр (нім. Friedrich Altmeier; 16 липня 1920, Меттлах — 2007, Бухольц) — німецький офіцер-підводник, оберлейтенант-цур-зее крігсмаріне.

## Біографія
1 жовтня 1938 року вступив на флот. З 8 квітня 1941 року — 2-й вахтовий офіцер на підводному човні U-80. З 18 грудня 1941 року — 2-й, з лютого 1943 року — 1-й вахтовий офіцер на U-508. 27-30 вересня 1943 року пройшов курс позиціонування (радіовимірювання), з 1 жовтня по 14 листопада — курс командира човна. З 8 грудня 1943 по 10 квітня 1945 року — командир U-1227, на якому здійснив 1 похід (14 вересня — 26 грудня 1944). 4 жовтня 1944 року потопив канадський фрегат «Шібоуг» водотоннажністю 1370 тонн; 7 членів екіпажу загинули. З 21 квітня 1945 року — командир U-155. 5 травня 1945 року взятий в полон британськими військами. 2 березня 1947 року звільнений.

## Звання
- Кандидат в офіцери (1 жовтня 1938)
- Морський кадет (1 липня 1939)
- Фенріх-цур-зее (1 грудня 1939)
- Оберфенріх-цур-зее (1 серпня 1940)
- Лейтенант-цур-зее (1 квітня 1941)
- Оберлейтенант-цур-зее (1 квітня 1943)

## Нагороди
- Нагрудний знак підводника (18 вересня 1942)
- Залізний хрест
  - 2-го класу (18 вересня 1942)
  - 1-го класу (14 вересня 1943)
- Нагрудний знак флоту (15 жовтня 1942)
- Фронтова планка підводника в бронзі (4 січня 1945)